# سفارة روسيا البيضاء في بولندا
سفارة روسيا البيضاء في بولندا هي أرفع تمثيل دبلوماسي لدولة روسيا البيضاء لدى بولندا. تقع السفارة في وهي تهدف لتعزيز المصالح البيلاروسية في بولندا.

## وصلات خارجية
- الموقع الرسمي
- قائمة سفارات روسيا البيضاء
- قائمة السفارات في بولندا